# Júlia Mamea
Júlia Mamea (llatí: Julia Mamaea) era filla de Júlia Mesa i neboda (política) de Septimi Sever, cosina germana de Caracal·la i tia d'Elagàbal. Es va casar amb Gessi Marcià i va ser la mare d'Alexandre Sever.
Quan Septimi Sever va pujar al tron, Júlia Mamea va viure a la cort a Roma sota la protecció de la seva tia Júlia Domna junt amb la seva germana Júlia Soèmies. En un moment determinat, Júlia Mesa va fer circular el rumor que Elagàbal, el seu net fill de Soèmia, era en realitat fill de Caracal·la. Soèmia va donar suport al rumor i aviat Elagàbal va ser proclamar emperador per una legió, a la que convenientment s'havia fet un fort donatiu, l'any 218.
No es coneix res de la seva vida fins que apareix en companyia d'Elagàbal a Roma per protegir el seu fill Alexandre Sever de les traïdories del seu cosí i emperador.
Quan el seu fill va pujar al tron, després de la mort d'Elagàbal, el va ajudar i aconsellar. Però el caràcter de Mamea es va demostrar contrari a l'interès imperial, ja que era orgullosa, gelosa del poder, no permetia cap rival i maltractava les seves joves; aconsellava l'emperador l'acumulació de riquesa, cosa que va fer adoptar a Alexandre un sistema massa parsimoniós per compensar les legions, que va acabar provocant un motí que finalment li va ser fatal.
Va morir a la Gàl·lia el 235 assassinada pels legionaris revoltats, juntament amb el seu fill Alexandre Sever.